# Eilema vagesa
Eilema vagesa là một loài bướm đêm thuộc phân họ Arctiinae, họ Erebidae.